# Гамертинген
Гамертинген (њем. Gammertingen) град је у њемачкој савезној држави Баден-Виртемберг. Једно је од 25 општинских средишта округа Зигмаринген. Према процјени из 2010. у граду је живјело 6.614 становника. Посједује регионалну шифру (AGS) 8437031, NUTS и LOCODE код.

## Географски и демографски подаци
Гамертинген се налази у савезној држави Баден-Виртемберг у округу Зигмаринген. Град се налази на надморској висини од 662 метра. Површина општине износи 53,0 km². У самом граду је, према процјени из 2010. године, живјело 6.614 становника. Просјечна густина становништва износи 125 становника/km².

## Међународна сарадња
| Мјесто | Држава    | Врста сарадње | Од    |
| ------ | --------- | ------------- | ----- |
|        | Француска | партнерство   | 1998. |
| Извор  |           |               |       |